# Liste der Baudenkmale in New Plymouth
Die Liste der Baudenkmale in New Plymouth umfasst alle vom New Zealand Historic Places Trust (NZHPT) als „Historic Place“ oder „Historic Area“ eingestuften Baudenkmale und Flächendenkmale der neuseeländischen Ortschaft New Plymouth. Die Angaben stammen aus dem Register des NZHPT. Die Bezeichnungen der Baudenkmale orientieren sich an diesem Register. In die Liste werden auch bekannte Wahi Tapu (Area), kulturell und religiös bedeutsame Stätten und Gebiete der Māori, aufgenommen. Sie werden jedoch meist nicht publiziert.

| Bild                                          | Bezeichnung                                   | Ort               | Anschrift                                                                                                | Beschreibung                                                             | Bauzeit                   | Eintrag           | Nummer | Kat. |
| --------------------------------------------- | --------------------------------------------- | ----------------- | --- | ------------------------------------------------------------------------ | ------------------------- | ----------------- | ------ | ---- |
| The Gables (Colonial Hospital)                | The Gables (Colonial Hospital)                | New Plymouth      | Brooklands Park Drive Karte                                                                              | Krankenhaus, ehemaliges                                                  | 1847                      | 24. November 1983 | 0029   | 1    |
| BW                                            | Hurworth                                      | New Plymouth      | 906 Carrington Road Karte                                                                                | Wohnhaus, heute öffentlich zugängliches Baudenkmal                       | 1855 (ab)                 | 23. Juni 1983     | 0144   | 1    |
| New Plymouth Prison                           | New Plymouth Prison                           | New Plymouth      | 1 Downe Street und Robe Street, Marsland Hill Karte                                                      | Gefängnis                                                                | 1870er                    | 13. August 2009   | 0903   | 1    |
| weitere Bilder                                | New Zealand Wars Memorial                     | New Plymouth      | 51 Robe Street, Marsland Hill / Pukaka Karte                                                             | Denkmal für die Neuseelandkriege                                         | 1909                      | 27. Juni 2013     | 0904   | 1    |
| Whiteley Mission House                        | Whiteley Mission House                        | New Plymouth      | 453-457 St Aubyn Street Karte                                                                            | ehem. Missionshaus                                                       | 1854                      | 28. Juni 1990     | 0145   | 1    |
| Plas Mawr                                     | Plas Mawr                                     | New Plymouth      | Ecke 26 Standish Street und Wallace Place Karte                                                          | Wohnhaus                                                                 | 1913                      | 16. November 1989 | 0146   | 1    |
| Pridham Hall (New Plymouth Boys High School)  | Pridham Hall (New Plymouth Boys High School)  | New Plymouth      | 95-103 Eliot Street Karte                                                                                | Schule                                                                   | 1919                      | 28. Juni 1990     | 0147   | 1    |
| BW                                            | PS Tasmanian Maid Wreck Site                  | New Plymouth      | Kawaroa Reef Karte                                                                                       | Wrack                                                                    | 1856 (Schiff)             | 30. April 2010    | 9521   | 1    |
| weitere Bilder                                | Richmond Cottage                              | New Plymouth      | 2-6 Ariki Street Karte                                                                                   | Wohnhaus, heute öffentlich zugängliches Kulturdenkmal                    | 1854                      | 28. August 1993   | 7088   | 1    |
| weitere Bilder                                | St Mary's Church                              | New Plymouth      | Ecke 37 Vivian Street, Robe Street und Brougham Street Karte                                             | Kirche, anglikanische                                                    | 1846                      | 28. Juni 1984     | 0148   | 1    |
| weitere Bilder                                | Te Henui Vicarage                             | New Plymouth      | 290 Courtenay Street, Strandon Karte                                                                     | Pfarrhaus                                                                | 1845                      | 23. Juni 2011     | 0892   | 1    |
| Holy Trinity Church (Anglican)                | Holy Trinity Church (Anglican)                | New Plymouth      | 12 Henui Street, Fitzroy Karte                                                                           | Kirche                                                                   | 1872                      | 23. August 2012   | 0893   | 1    |
| BW                                            | Te Koru Pa                                    | New Plymouth      | Oakura Karte                                                                                             | ehem. Pā (befestigtes Dorf der Māori), öffentlich zugänglich             | 15. Jahrhundert           | 20. Juni 1986     | 5966   | 1    |
| White Hart Hotel                              | White Hart Hotel                              | New Plymouth      | 118-124 Devon Street West und Queen Street Karte                                                         | Hotel                                                                    | 1886                      | 2. April 1985     | 0149   | 1    |
| weitere Bilder                                | Band Rotunda                                  | New Plymouth      | Fillis Street, Pukekura Park Karte (ungenau)                                                             | Musikpavillon                                                            | 1187–1888                 | 1. September 1983 | 0882   | 2    |
| Bates House                                   | Bates House                                   | New Plymouth      | 124 Pendarves Street Karte                                                                               | Wohnhaus                                                                 | 1924                      | 3. März 1995      | 7222   | 2    |
| Boer War Memorial                             | Boer War Memorial                             | New Plymouth      | zwischen Robe St und Brougham St, Marsland Hill Reserve (zeitweilig in der Devon Mall aufgestellt) Karte | Denkmal für den Burenkrieg in Form eines Brunnens                        | 1911                      | 1. September 1983 | 0845   | 2    |
| Brougham Street Offices (Former)              | Brougham Street Offices (Former)              | New Plymouth      | 41-43 Brougham Street Karte                                                                              | Bürogebäude                                                              | 1884/1896                 | 23. Juni 2011     | 0888   | 2    |
| C.C. Ward Limited Building                    | C.C. Ward Limited Building                    | New Plymouth      | 8 Devon Street East Karte                                                                                | Ladengeschäft                                                            | n.a.                      | 1. September 1983 | 0884   | 2    |
| weitere Bilder                                | Cenotaph                                      | New Plymouth      | Queen Street und St Aubyn Street Karte                                                                   | Cenotaph                                                                 | 1924                      | 1. September 1983 | 0885   | 2    |
| Devonport Flats                               | Devonport Flats                               | New Plymouth      | 127 St Aubyn Street Karte                                                                                | Mietshaus                                                                | n.a.                      | 1. September 1983 | 0890   | 2    |
| Entrance Gates, New Plymouth Boys High School | Entrance Gates, New Plymouth Boys High School | New Plymouth      | 95-97 Eliot Street Karte                                                                                 | Eingangstore einer Schule                                                | n.a.                      | 1. September 1983 | 0891   | 2    |
| Honeyfield Drinking Fountain                  | Honeyfield Drinking Fountain                  | New Plymouth      | Regina Place, Dawson Street und Hine Street Karte                                                        | Trinkbrunnen                                                             | 1907                      | 23. Juni 2011     | 0894   | 2    |
| BW                                            | House                                         | New Plymouth      | 564 Mangorei Road (ursprünglich: 4 Young Street) Karte                                                   | Wohnhaus                                                                 | n.a.                      | 1. September 1983 | 0895   | 2    |
| King Building                                 | King Building                                 | New Plymouth      | 42 Devon Street West Karte                                                                               | Ladengeschäft                                                            | n.a.                      | 1. September 1983 | 0896   | 2    |
| weitere Bilder                                | Kiosk                                         | New Plymouth      | Fillis St, Pukekura Park Karte                                                                           | Teehaus                                                                  | n.a.                      | 1. September 1983 | 0897   | 2    |
| Mayfair Cinema                                | Mayfair Cinema                                | New Plymouth      | 67 Devon Street West Karte                                                                               | Kino                                                                     | n.a.                      | 1. September 1983 | 0898   | 2    |
| Methodist Church                              | Methodist Church                              | New Plymouth      | 505 Devon Street East, Strandon Karte                                                                    | Kirche, methodistische                                                   | n.a.                      | 1. September 1983 | 0899   | 2    |
| weitere Bilder                                | National Bank Building                        | New Plymouth      | 27 Brougham Street Karte                                                                                 | Bankfiliale                                                              | n.a.                      | 1. September 1983 | 0901   | 2    |
| Opera House                                   | Opera House                                   | New Plymouth      | 94 Devon Street und Egmont Street Karte                                                                  | Opernhaus                                                                | n.a.                      | 1. September 1983 | 0906   | 2    |
| weitere Bilder                                | Queen Victoria Monument                       | New Plymouth      | Fillis Street, Pukekura Park Karte                                                                       | Denkmal für Königin Victoria                                             | n.a.                      | 1. September 1983 | 0908   | 2    |
| BW                                            | Scotland Cottage                              | New Plymouth      | 54 Mangorei Road, Strandon Karte                                                                         | Wohnhaus                                                                 | 1854                      | 20. Oktober 2011  | 0910   | 2    |
| weitere Bilder                                | St Andrew's Church (Presbyterian)             | New Plymouth      | 70-72A Liardet Street Karte                                                                              | Kirche, presbyterianische                                                | n.a.                      | 1. September 1983 | 0911   | 2    |
| BW                                            | Taranaki Education Board Offices (Former)     | New Plymouth      | 16 Lemon Street Karte                                                                                    | Verwaltungsgebäude                                                       | n.a.                      | 1. September 1983 | 0912   | 2    |
| weitere Bilder                                | Taranaki Savings Bank Building                | New Plymouth      | 87-89 Devon Street West Karte                                                                            | Bankfiliale                                                              | n.a.                      | 1. September 1983 | 0913   | 2    |
| weitere Bilder                                | Taranaki Club Building                        | New Plymouth      | 4 Queen Street Karte                                                                                     | Clubhaus                                                                 | n.a.                      | 1. September 1983 | 0914   | 2    |
| BW                                            | Willowfield                                   | 37 Cameron Street | New Plymouth Karte                                                                                       | Wohnhaus                                                                 | 1863                      | 23. Juni 2011     | 2733   | 2    |
| BW                                            | Flight House                                  | New Plymouth      | 54 Mangorei Road, Strandon Karte                                                                         | Wohnhaus                                                                 | 1868                      | 28. Oktober 1993  | 7086   | 2    |
| Roebuck House                                 | Roebuck House                                 | New Plymouth      | 4 Powderham Street Karte                                                                                 | Bürohaus und Zeitungsdruckerei                                           | 1937/1938                 | 17. Dezember 1993 | 7110   | 2    |
| House                                         | House                                         | New Plymouth      | 7 Ridge Lane Karte                                                                                       | Wohnhaus                                                                 | 1897 (nach)               | 24. Februar 1994  | 7147   | 2    |
| weitere Bilder                                | Public Trust Office                           | New Plymouth      | 52 King Street Karte                                                                                     | Verwaltungsgebäude                                                       | 1923                      | 14. Juli 1995     | 7237   | 2    |
| weitere Bilder                                | Poet's Bridge                                 | New Plymouth      | Nähe Shortland Road/Victoria Road, Pukekura Park Karte                                                   | Brücke                                                                   | 1883 (1937 neu errichtet) | 14. Juli 1995     | 7238   | 2    |
| weitere Bilder                                | St Aubyn Chambers                             | New Plymouth      | 1 Queen Street Karte                                                                                     | Bürogebäude, später Wohnhaus                                             | n.a.                      | 9. Dezember 1999  | 7451   | 2    |
| Hirst Family "Hen and Chickens" Historic Area | Hirst Family "Hen and Chickens" Historic Area | New Plymouth      | 37 Pendarves Street und 84-102 Cameron Street Karte                                                      | Wohnhäuser                                                               | 1886 (Willowfield)        | 23. Juni 1994     | 7202   | HA   |
| BW                                            | Katere                                        | New Plymouth      | Nähe Cody Place Karte                                                                                    | Standort eines Pā, eines Versammlungshauses und Wohnplätze der Te Atiawa | n.a.                      | 5. September 1996 | 7335   | WTA  |